# Sicyonia mixta
Sicyonia mixta är en kräftdjursart som beskrevs av Martin D. Burkenroad 1946. Sicyonia mixta ingår i släktet Sicyonia och familjen Sicyoniidae. Inga underarter finns listade i Catalogue of Life.